# Lamyctopristus numidicus
Lamyctopristus numidicus är en mångfotingart som först beskrevs av Latzel in Gadeau de Kerville 1886.  Lamyctopristus numidicus ingår i släktet Lamyctopristus och familjen fåögonkrypare.
Artens utbredningsområde är:
- Algeriet.
- Gabon.

Inga underarter finns listade i Catalogue of Life.